# Oravasaari (ö i Mellersta Finland, Jyväskylä)
Oravasaari är en ö i Finland. Den ligger i sjön Leppävesi och i kommunen Jyväskylä i den ekonomiska regionen  Jyväskylä ekonomiska region  och landskapet Mellersta Finland, i den södra delen av landet, 230 km norr om huvudstaden Helsingfors. Öns area är 1,65 kvadratkilometer och dess största längd är 3,3 kilometer i nord-sydlig riktning.